# Tuffi ai Giochi della XXXII Olimpiade - Trampolino 3 metri femminile
La gara dei tuffi dal trampolino 3 metri femminile dei Giochi della XXXII Olimpiade di Tokyo è stata disputata tra il 30 luglio e il 1º agosto 2021 presso il Tokyo Aquatics Centre. Vi hanno partecipato 27 atlete provenienti da 17 nazioni. La gara si è svolta in tre turni, in ognuno dei quali l'atleta ha eseguito una serie di cinque tuffi.
La competizione è stata vinta dalla tuffatrice cinese Shi Tingmao, mentre l'argento e il bronzo sono andati rispettivamente all'altra cinese in gara Wang Han e alla statunitense Krysta Palmer.

## Programma
| Data           | Ora (UTC+9) | Turno       |
| -------------- | ----------- | ----------- |
| 30 luglio 2021 | 15:00       | Preliminari |
| 31 luglio 2021 | 15:00       | Semifinale  |
| 1º agosto 2021 | 15:00       | Finale      |

## Risultati

### Preliminari e semifinale
| Pos. | Atleta              | Nazione       | Preliminari | Preliminari | Semifinale      | Semifinale      | Semifinale      |
| Pos. | Atleta              | Nazione       | Punti       | Pos.        | Punti           | Pos.            | Nota            |
| ---- | ------------------- | ------------- | ----------- | ----------- | --------------- | --------------- | --------------- |
| 1    | Shi Tingmao         | Cina          | 350,45      | 1           | 371,45          | 1               | Q               |
| 2    | Wang Han            | Cina          | 347,25      | 2           | 346,85          | 2               | Q               |
| 3    | Jennifer Abel       | Canada        | 332,40      | 3           | 341,40          | 3               | Q               |
| 4    | Aranza Vázquez      | Messico       | 294,30      | 8           | 318,60          | 4               | Q               |
| 5    | Krysta Palmer       | Stati Uniti   | 279,10      | 15          | 316,65          | 5               | Q               |
| 6    | Nur Dhabitah Sabri  | Malaysia      | 291,60      | 10          | 312,60          | 6               | Q               |
| 7    | Tina Punzel         | Germania      | 287,00      | 14          | 311,05          | 7               | Q               |
| 8    | Esther Qin          | Australia     | 292,80      | 9           | 309,15          | 8               | Q               |
| 9    | Inge Jansen         | Paesi Bassi   | 278,75      | 16          | 301,90          | 9               | Q               |
| 10   | Hailey Hernandez    | Stati Uniti   | 309,55      | 6           | 291,60          | 10              | Q               |
| 11   | Mariia Poliakova    | ROC           | 288,55      | 13          | 290,10          | 11              | Q               |
| 12   | Michelle Heimberg   | Svizzera      | 289,95      | 11          | 289,80          | 12              | Q               |
| 13   | Emma Gullstrand     | Svezia        | 289,65      | 12          | 288,85          | 13              | Q               |
| 14   | Anabelle Smith      | Australia     | 272,05      | 18          | 285,60          | 14              |                 |
| 15   | Kim Su-ji           | Corea del Sud | 304,20      | 7           | 283,90          | 15              |                 |
| 16   | Sayaka Mikami       | Giappone      | 317,10      | 5           | 273,70          | 16              |                 |
| 17   | Haruka Enomoto      | Giappone      | 277,85      | 17          | 255,40          | 17              |                 |
| 18   | Pamela Ware         | Canada        | 330,10      | 4           | 245,10          | 18              |                 |
| 19   | Grace Reid          | Gran Bretagna | 268,15      | 19          | Non qualificate | Non qualificate | Non qualificate |
| 20   | Ng Yan Yee          | Malaysia      | 251,95      | 20          | Non qualificate | Non qualificate | Non qualificate |
| 21   | Luana Lira          | Brasile       | 244,35      | 21          | Non qualificate | Non qualificate | Non qualificate |
| 22   | Scarlett Mew Jensen | Gran Bretagna | 243,25      | 22          | Non qualificate | Non qualificate | Non qualificate |
| 23   | Viktoriya Kesar     | Ucraina       | 238,20      | 23          | Non qualificate | Non qualificate | Non qualificate |
| 24   | Anna Pysmenska      | Ucraina       | 232,30      | 24          | Non qualificate | Non qualificate | Non qualificate |
| 25   | Julia Vincent       | Sudafrica     | 228,90      | 25          | Non qualificate | Non qualificate | Non qualificate |
| 26   | Micaela Bouter      | Sudafrica     | 216,15      | 26          | Non qualificate | Non qualificate | Non qualificate |
| 27   | Arantxa Chávez      | Messico       | 190,35      | 27          | Non qualificate | Non qualificate | Non qualificate |

### Finale
| Pos.    | Atleta             | Nazione     | T1    | T2    | T3    | T4    | T5    | Punti  |
| ------- | ------------------ | ----------- | ----- | ----- | ----- | ----- | ----- | ------ |
| Oro     | Shi Tingmao        | Cina        | 76,50 | 76,50 | 75,00 | 77,50 | 78,00 | 383,50 |
| Argento | Wang Han           | Cina        | 72,00 | 67,50 | 66,00 | 69,75 | 73,50 | 348,75 |
| Bronzo  | Krysta Palmer      | Stati Uniti | 67,50 | 63,00 | 73,50 | 66,65 | 73,10 | 343,75 |
| 4       | Nur Dhabitah Sabri | Malaysia    | 63,00 | 66,65 | 61,50 | 67,50 | 67,50 | 326,15 |
| 5       | Inge Jansen        | Paesi Bassi | 63,00 | 63,00 | 58,50 | 63,55 | 63,00 | 311,05 |
| 6       | Aranza Vázquez     | Messico     | 63,00 | 60,45 | 66,00 | 46,50 | 67,50 | 303,45 |
| 7       | Tina Punzel        | Germania    | 66,00 | 44,95 | 61,50 | 63,00 | 67,50 | 302,95 |
| 8       | Jennifer Abel      | Canada      | 63,00 | 69,75 | 39,00 | 64,50 | 61,20 | 297,45 |
| 9       | Hailey Hernandez   | Stati Uniti | 58,05 | 58,80 | 58,80 | 58,80 | 54,00 | 288,45 |
| 10      | Mariia Poliakova   | ROC         | 61,50 | 39,00 | 63,00 | 57,00 | 63,55 | 284,05 |
| 11      | Michelle Heimberg  | Svizzera    | 60,00 | 63,00 | 41,85 | 54,00 | 64,50 | 283,35 |
| 12      | Esther Qin         | Australia   | 67,50 | 29,45 | 61,50 | 42,00 | 61,50 | 261,95 |